# Božićna zvijezda (simbol)
Božićna zvijezda (također i Adventska zvijezda) kršćanski je simbol koji predstavlja Betlehemsku zvijezdu. Prema Evanđelju po Mateju (Matej, 2, 1-12) zvijezda je Sveta tri kralja dovela u Betlehem gdje se rodio Isus. 
Kao putokazni simbol postala je pored jaslica i božićnih anđela važnim elementom božićnog nakita izravno povezan s kršćanstvom. 
Božićna zvijezda stavlja se na vrh božićnog drvca gdje u pravilu ostaje do blagdana Bogojavljenja 6. siječnja.